# یارسنووو
یارسنووو (به صربی: Jarsenovo) یک منطقهٔ مسکونی در صربستان است که در لسکواس واقع شده‌است. یارسنووو ۴۲۸ نفر جمعیت دارد.